# Giulio Emanuele Rizzo
Giulio Emanuele Rizzo (Melilli, 28 maggio 1865 – Roma, 1º febbraio 1950) è stato un archeologo italiano.

## Biografia
Giulio Emanuele Rizzo, inizialmente chiamato Emanuele Giulio Rizzo, nacque a Melilli (SR) il 28 maggio 1865, dall'avvocato Gaetano Rizzo e da Maria Concetta Abramo, e morì nel 1950 a Roma. Nel 1926 sposò Elisabetta Pompili, la quale morì poco dopo, nel 1931. La coppia non ebbe figli.

### Gli studi
Frequentò le scuole elementari nel paese natale, per poi frequentare il Ginnasio e il Liceo all'Istituto Spedaleri di Catania, dove si diplomò all’età di 16 anni. Per volontà del padre si laureò in Giurisprudenza, ma la grande passione per l’area umanistica lo spinse a non svolgere la stessa professione del genitore. Abbandonò quindi il campo giuridico e si iscrisse al corso di laurea in Lettere classiche presso l’Università di Palermo: qui ebbe come insegnanti il grecista Giuseppe Fraccaroli e l'archeologo Antonino Salinas. Nel 1898 prese la seconda laurea, scrivendo la tesi su Imerio il Sofista. 
 Durante il periodo trascorso nella città di Palermo decise di cambiare ufficialmente il proprio nome in "Giulio Emanuele".

### Rizzo e l'archeologia

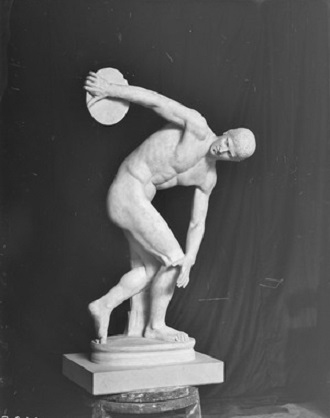
Ricostruzione effettuata da Rizzo del discobolo di Castel Porziano

L'interesse per l'archeologia maturò in Giulio Emanuele Rizzo sin da quando era un bambino, grazie alla grande quantità di testimonianze archeologiche presenti nel territorio di Melilli. Quando nel 1889, a soli 24 anni, Paolo Orsi gli offrì la possibilità di assistere agli scavi di Megara Iblea, approfondì lo studio di tutto il territorio. Questa esperienza permise ai due di stringere una forte amicizia che sarebbe durata tutta la vita. 
I periodi in cui risiedette ad Agrigento e Catania e le visite a Siracusa alimentarono la sua passione per l'archeologia e per la storia dell'arte antica. 

Il periodo napoletano (1900-1901) lo stimolò ad effettuare lo studio di due statue in particolare:
- L'Efebo di Pompei
- La statua di Inessa[6]

Durante gli anni trascorsi a Roma (1901-1906) la sua fama raggiunse livelli notevoli: 
- Nel 1903 venne incaricato Ispettore dello scavo dell'Ara Pacis[5] (di cui sollecitò la ripresa nel 1919)[7]
- Venne invitato dall'archeologo tedesco Federico von Duhn a partecipare a una missione archeologica in Turchia e Grecia.[8]
- Gli venne affidato il compito di esaminare le sculture residue della collezione statuaria della famiglia Giustiniani e di redigere una descrizione tecnica delle stesse. Ne seguì una pubblicazione in cui viene presentata la storia e la descrizione di pezzi come:
  - La testa di Athena
  - Una statua di Hygieia
  - Due rilievi (uno greco e uno romano) rappresentanti il "banchetto funebre"
  - Una statua di Apollo
  - Diversi frammenti di sarcofagi, tra cui uno con la rappresentazione di Ifigenia e Oreste[9]

Rizzo venne anche ricevuto dal re Vittorio Emanuele III nella tenuta reale di Castel Porziano, dove era stata ritrovata la copia del Discobolo di Mirone. I due ebbero spesso l'occasione di fare colazione insieme.

### La carriera scolastica, museale e accademica
Dal 1892 al 1900 occupò la cattedra di Latino e Greco al Liceo Garibaldi di Palermo, al Liceo Maurolico di Messina (1892-1894), al Liceo di Girgenti (1895-1897), al Liceo di Trapani (1897-1898) e al Liceo Cutelli di Catania (1898-1900).
Nel 1900 decise di abbandonare la carriera da insegnante per dedicarsi a pieno ad altri incarichi: in quell'anno fu infatti nominato Ispettore del Museo di Napoli. Questa fu un'ottima occasione per perfezionare il suo metodo di ricerca scientifica e ampliare i suoi interessi culturali. Dal 1901 al 1906 visse a Roma, in quanto Direttore del Museo Nazionale Romano e del Museo delle Terme Diocleziane.
Nel 1907 vinse il concorso per la cattedra di Archeologia dell'Università di Torino, dove visse fino al 1914. Durante il soggiorno in Piemonte fornì l'Istituto di Archeologia di cui era direttore di alcuni dei mezzi più evoluti per la didattica dei tempi: una raccolta di fotografie, una biblioteca e una gipsoteca. Al termine del periodo torinese si trasferì a Napoli: anche qui svolse il ruolo di professore universitario, insegnando nuovamente Archeologia.
Il periodo più produttivo della sua vita fu sicuramente quello che va dal 1925 al 1950, anni trascorsi nuovamente nella città di Roma, dove venne nominato ordinario di Archeologia e di Storia dell'Arte Antica nella Facoltà di Lettere  e direttore del Museo dei Gessi. 

Lasciò definitivamente l'insegnamento nel 1935, quando all'età di settant'anni andò in pensione, decidendo di dedicare tutto il suo tempo all'attività intellettuale.

## Le nomine
Giulio Emanuele Rizzo ottenne incarichi di alto livello, quali:
- Direttore della Scuola Archeologica di Atene a Roma (1926)[15]
- Presidente della Società Magna Grecia(1926)[15]
- Consulente dell'Istituto Poligrafico dello Stato (1926)[15]
- Membro del Consiglio Direttivo dell'Istituto Italiano di Archeologia e Storia dell'Arte (1933)[16]

Fu inoltre:
- Socio della R. Accademia di Architettura, Lettere e Belle Arti di Napoli (1914)[13]
- Socio straniero de l'Institut de France - Accadémie des Inscriptions et Belles-Lettres (1918)[13]
- Socio Nazionale della Regia Accademia dei Lincei (1923)[13]

## Il pensiero politico
Giulio Emanuele Rizzo non nascose mai la sua avversione al regime fascista. Grande estimatore dell'arte e della letteratura greca, non condivise mai l'idea del regime, secondo la quale si dovevano esaltare i valori della romanità, quasi in una forma di patriottismo: tale atteggiamento lo portò ad una condizione di vuoto e isolamento, aumentato dalla perdita di moltissimi ammiratori e seguaci. Inoltre, sottoscrisse il "Contromanifesto" dettato da Benedetto Croce in risposta al "Manifesto degli intellettuali del Fascismo", redatto da Giovanni Gentile. 
A chiunque gli dicesse che anche Giovanni Gentile era un siciliano, Rizzo rispose sempre ironicamente, sottolineando il fatto che i due provenissero da zone diverse dell'isola:
Quando nel 1939 venne soppressa l'Accademia dei Lincei e alcuni dei suoi soci vennero spostati nell'Accademia d'Italia, Rizzo si rifiutò di prendervi parte. Nel 1944 l'Accademia dei Lincei venne ricostituita ed egli venne richiamato insieme a Croce, Guido Castelnuovo e Gaetano De Sanctis. La sua fedeltà ai Lincei gli assicurò il ruolo di Vicepresidente prima e di Presidente poi, ma per non cedere a pressioni Rizzo si dimise in seguito dall'incarico.

## Le opere
Alcune delle opere principali di G.E.Rizzo sono:
- Questioni Stesicoree, Messina, 1895[20]
- Saggio su Imerio il sofista, 1898[11]
- Storie dell'arte greca, Torino, 1911[21]
- Tyro, 1917[11]
- Il Teatro Greco di Siracusa, 1923[22]
- La pittura ellenistico-romana, 1928[21]
- Prassitele, 1932
- Thiasos, Roma, 1934[23]
- Monumenti della pittura antica scoperti in Italia, Roma, 1936[24]
- Saggi preliminari su l'Arte della Moneta nella Sicilia Greca, 1938[15]
- Intermezzo: Nuovi studi archeologici su le monete greche della Sicilia, 1939[15]
- Siciliae veteres nummi, 1940[15]
- Satiro Dormente, Roma, 1941[25]
- Monete greche della Sicilia, Roma 1946[26]

### Storia dell'arte greca
Anche se non riuscì a completarne la stesura, la Storia dell'arte greca fu l'opera a cui Rizzo dedicò il maggiore impegno. Originariamente doveva essere strutturata in quattro libri, divisi in capitoli:
1. L'arte pre-ellenica dell'età neolitica e eneolitica (tra il XX e il XII secolo)
2. L'arte micenea e le origini dell'arte greca (fino alla fine del secolo VIII)
3. La prima parte dell'arte greca, attraverso le sue maggiori espressioni: architettura, scultura e pittura, con capitoli aggiuntivi riguardanti le arti minori
4. Il periodo più ricco e florido dell'arte greca, ovvero quella classica, dei secoli V e IV

In realtà venne pubblicato solo il primo dei quattro libri; del secondo libro venne completato solo il primo capitolo, in quanto il secondo risulta essere stato interrotto.

### Il teatro greco di Siracusa

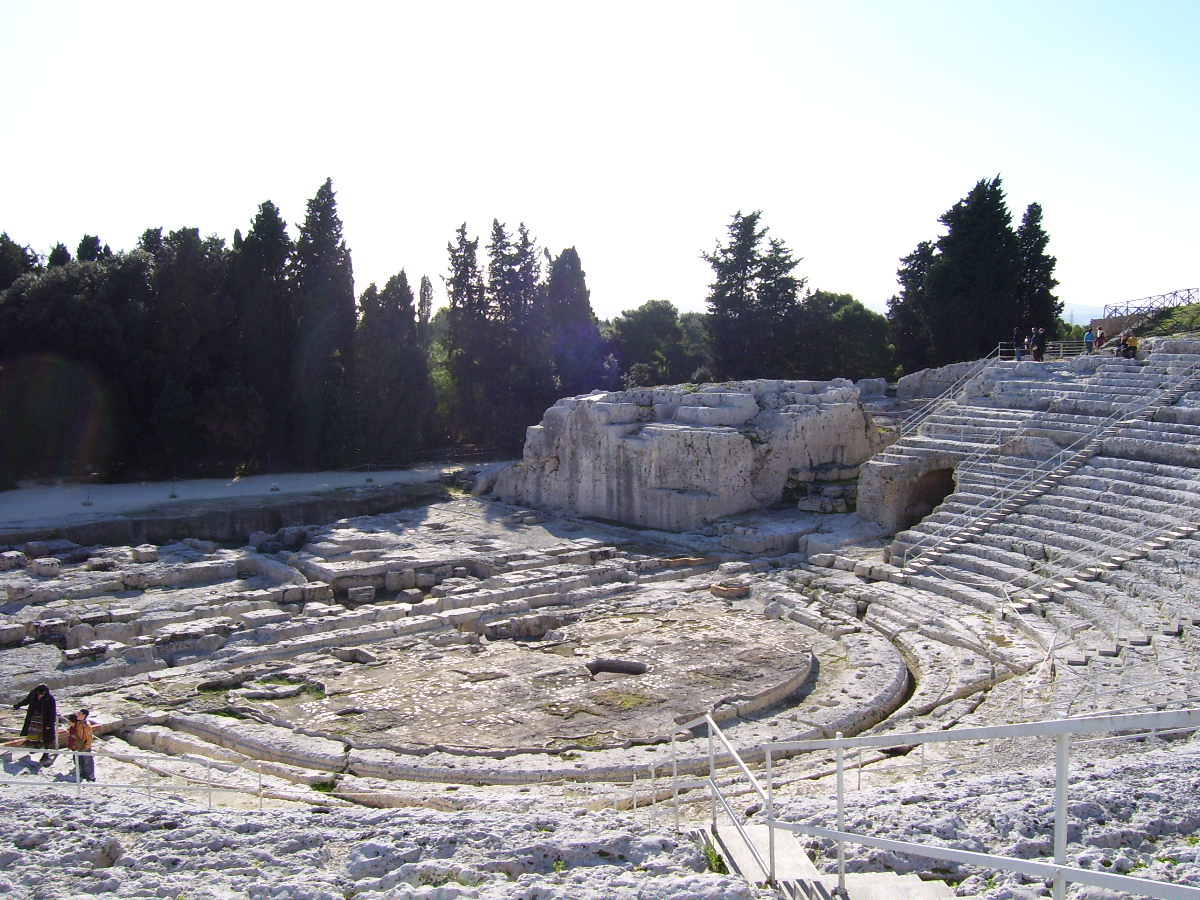
teatro greco di Siracusa

Rizzo fu il primo a studiare il teatro greco di Siracusa.
La prima versione dell'opera risale al 1916, quando l'archeologo partecipò, vincendolo, ad un concorso bandito dall'Accademia dei Lincei. Il concorso richiedeva una “monografia che illustri sotto ogni aspetto e completamente il Teatro Greco di Siracusa”.
L'opera venne pubblicata solo nel 1923, al termine della prima guerra mondiale, nella stessa forma con cui aveva vinto il concorso sette anni prima.  
L'opera presenta due capitoli introduttivi, nei quali vengono riportate tutte le notizie rimaste negli scritti antichi riguardanti il monumento. La trattazione archeologica vera e propria comincia al terzo capitolo, dove l'autore descrive ed analizza le tre parti principali del Teatro:
- Il Koilon
- L'orchestra
- La scena

Per ognuna di esse vengono indicati gli elementi riferibili alle tre fasi della loro vita: quella classica, quella ellenistica e quella romana.

Ai tre capitoli precedentemente elencati si aggiungono 11 tavole e 65 disegni, a penna e in foto.

### Monete greche della Sicilia
Lo scopo principale dell'opera è quello di far conoscere l'arte dei maestri della Sicilia greca.

La stesura occupò Rizzo per anni, in quanto dovette classificare circa mille e cinquecento calchi e selezionarli per la composizione delle Tavole: la versione integrale (anticipata da Saggi preliminari sull'arte della moneta greca in Sicilia, da Intermezzo di nuovi studi sull'arte della moneta greca e da Siciliae veteres nummi), venne pubblicata solo nel 1946, sia in lingua italiana che in lingua inglese.

Rizzo non volle considerare "Monete greche della Sicilia" come una semplice opera di numismatica, ma piuttosto come storia dell'arte greca: si impegnò a scoprire, tramite lo studio delle monete, la personalità degli incisori dei conii. 
 
Egli considerava le monete come vere e proprie opere d'arte, collegate alle correnti e all'evoluzione dell'arte greca; per tale motivo l'opera è caratterizzata da numerosi confronti tra la monetazione e la scultura e la pittura dei vasi attici.

L'opera fu redatta ponendo come limite cronologico il 212 a.C., anno della conquista di Siracusa, e vede la Sicilia divisa in due aree: la Sicilia delle città greche, ovvero la parte orientale dell'Isola, e la Sicilia dei Siculi, dei Fenici e degli Elimi, ovvero la parte occidentale. Le città vennero poste sulla mappa in ordine alfabetico, e in ognuna di esse i vari tipi di monete coniate vennero suddivisi in cinque periodi cronologici. Inoltre, ogni polis è preceduta da una storia che va dalla fondazione alla distruzione della stessa.
Grande rilievo è dato alla città di Siracusa, considerata fondamentale per lo studio dell'arte greca in Sicilia.

L'opera è divisa in due parti principali:
- Tavole
- Testo, ulteriormente diviso in:
  - Dedica
  - Prefazione
  - Capitolo dei Prolegomeni
  - Capitolo Siciliae Antiquae Tabula
  - Il testo in sé, con la descrizione delle sessantasei Tavole[32]

Nel discorso introduttivo l'autore spiega i motivi per cui scelse determinate linee espositive piuttosto che altre; nel primo capitolo vengono invece esposti i limiti e il metodo della trattazione; il secondo capitolo presenta una Carta disegnata da Rizzo stesso, nella quale vengono presentati e descritti i luoghi in cui vennero coniate le varie monete.
 
Il secondo volume, in cui venivano trattati in maniera del tutto originale i numerosi studi sulla cronologia, lo stile, la dipendenza dall'arte greca e la personalità degli artisti, non venne mai pubblicato: il materiale era quasi tutto pronto, ma Rizzo non ebbe mai le forze per riordinarlo e renderlo pronto per la stampa.

## Omaggi
Per onorare la sua memoria, gli vennero intitolate la scuola media del paese di origine (1953) e una strada panoramica. Inoltre, nel 1978, il Comune di Melilli ha fatto collocare all'interno della villa comunale un busto in bronzo raffigurante G.E.Rizzo.
L'Accademia dei Lincei fece porre una targa in marmo sulla facciata della casa natale, la quale recita, in latino:
Dopo la sua morte la sua biblioteca personale venne donata dagli eredi all'Università di Catania.
In occasione del 121º anniversario della sua nascita, nel novembre 1985, si è svolta a Melilli, nell'aula consiliare intitolata a G. E. Rizzo, una cerimonia commemorativa, al termine della quale è stato scoperto un busto di gesso raffigurante l'archeologo.
Lo scrittore Giuseppe Tomasi di Lampedusa ne ha preso ispirazione per il professor La Ciura nel racconto La sirena.